# Előke
Az előke (olaszul appoggiatura, németül Vorschlag) zenei díszítések egy fajtája és ezek kottai jele. A kottában a hangjegy előtt, vagy után álló kisebb hangjegyek a főhangok közé beékelődő díszítőhangokra utalnak. 

## Típusai
Az előke és a főhang között az időtartam megosztása többféleképpen történhet, ezt jelölésben is megkülönböztetjük.
- Súlytalan előkének (más néven rövid appoggiatónak, vagy acciaccaturának) nevezzük azt a díszítési módot, mely során úgy ékelődik hang a főhang elé, hogy a hangsúly a főhangon marad. Így a főhang időtartama nem változik, az előke időtartama a főhang előtti hang időtartamából vonódik le. Ha a díszítőhang a főhang után áll, azt utókának nevezzük. A súlytalan előke (illetve utóka) jelölése a főhang hangjegye elé (ill. mögé) írt ferdén áthúzott kiskotta.
- A súlyos előke (azaz az ütésre játszott előke) ezzel szemben átveszi a hangsúlyt a főhangtól, mely így időben megrövidül és későbbre tolódik. A súlyos előke jele a főhang hangjegye előtti, áthúzás nélkül rajzolt kiskotta.

Súlyos és súlytalan előkék között is megkülönböztethető továbbá hosszú és rövid előke. A különbség a díszítőhang időtartamában van. Jelölésük a 18. században többé-kevésbé állandósult, a hosszú előkét negyed, a rövid előkét nyolcad, vagy tizenhatod kiskotta jelöli, és állandósult az egyes jelöléseknek megfelelő díszítőhangok pontos hossza is.
Az előke lehet egyes, vagy többes, bár a gyakorlatban nem szoktak négynél több hangból álló díszítést alkalmazni. A súlytalan többes előke rokon a schleiferrel, mely a főhang előtti hangsúlytalan, két vagy több, ereszkedő vagy emelkedő hangból álló díszítés. 

## Alkalmazása
- ElőkeEgy dallam először előkével, majd anélkül anélkül előadva.

Nem tudod lejátszani a fájlt?
Az előke számos hangszeren és vokálisan is előadható. Vonós hangszereken egy vonóval adható elő. Fúvós hangszeren egy levegővel, nyelvütéssel kapcsolják a főhanghoz az előkét. Énekben az előke egy szótagra kerül a főhanggal.